# Limay (Bataan)
Pour les articles homonymes, voir Limay.
Limay est une municipalité de la province de Bataan, une province des Philippines.
Selon le recensement de 2020, elle compte une population de 78 272 habitants.

## Géographie
Limay est accessible par l'autoroute provinciale de Bataan (N301), à la sortie 45. Située dans la partie sud-est de la péninsule de Bataan, elle se trouve à environ 136 kilomètres de Manille et à 15 kilomètres au sud de la capitale provinciale, Balanga.
Selon l'autorité statistique des Philippines, la municipalité a une superficie de 103,60 kilomètres carrés, soit 7,55 % de la superficie totale de Bataan, qui est de 1 372,98 kilomètres carrés.

## Histoire
Les frères dominicains et franciscains se sont installés à Limay à la fin des années 1600, utilisant ses riches gisements de calcaire pour construire des églises à Orion et Balanga. La ville était un Barangay d'Orion. Le nom de Limay vient du mot espagnol « Lima  » ou Lime (matériau), également connu sous le nom d'oxyde de calcium, un composé blanc de calcium utilisé dans la fabrication du ciment.
Lors de la révolution philippine de 1898, les habitants de Limay se sont battus pour leur indépendance. L'ordre exécutif du gouverneur général américain Francis Burton Harrison du 1er janvier 1917 a fait de Limay la dernière municipalité de Bataan.
En 1913, la Cadwallader-Gibson Lumber Company employait des Limayens et des immigrants  biscayens.
Pendant la Seconde Guerre mondiale, Limay a accueilli le premier hôpital médical des forces américaines et philippines, dirigé par les Anges de Bataan. À Lamao, Limay, le Major Général Edward P. King capitula devant les forces japonaises, après que la dernière résistance des forces américaines et philippines ait échoué sur les rives de la rivière Alangan 

## Politique
Limay est politiquement subdivisée en 12 barangays.
- Alangan
- Kitang I
- Kitang 2 & Luz
- Lamao
- Landing
- Poblacion
- Reformista
- Townsite
- Wawa
- Duale
- San Francisco de Asis
- St. Francis II